# Banxi Hu
Banxi Hu (kinesiska: 半西湖) är en sjö i Kina. Den ligger i den autonoma regionen Xinjiang, i den nordvästra delen av landet, omkring 900 kilometer söder om regionhuvudstaden Ürümqi. Banxi Hu ligger 4 940 meter över havet. Arean är 10,4 kvadratkilometer. Trakten runt Banxi Hu är ofruktbar med lite eller ingen växtlighet. Den sträcker sig 3,3 kilometer i nord-sydlig riktning, och 7,0 kilometer i öst-västlig riktning.
Genomsnittlig årsnederbörd är 158 millimeter. Den regnigaste månaden är juli, med i genomsnitt 41 mm nederbörd, och den torraste är december, med 1 mm nederbörd.